# ماساکو کاتسورا
ماساکو کاتسورا (桂 マサ子 Katsura Masako, ; 1913–1995)، ملقب به «کاتسی» و گاهی اوقات «بانوی اول بیلیارد» نیز نامیده می‌شد، یک بازیکن بیلیارد کاروم ژاپنی بود که بیشترین فعالیت را در دهه ۱۹۵۰ داشت. کاتسورا در این ورزش با رقابت و قرار گرفتن در میان بهترین‌های بیلیاردبازان حرفه ای تحت سلطه مردان، مسیری را برای زنان فروزان داشت. ابتدا کاتسورا این بازی را از شوهرخواهرش فرا گرفت و سپس تحت مربیگری کینری ماتسویاما قهرمان ژاپن، تنها بازیکن زن حرفه ای ژاپن شد. وی در رقابت در ژاپن، سه بار مقام دوم مسابقات بیلیارد سه-بالشتکی کشور را کسب کرد. او در نمایشی به دلیل کسب ۱۰۰۰۰ امتیاز در بازی ریل راست مورد توجه قرار گرفت.

## یادبود
در ۷ مارس ۲۰۲۱، وی در گوگل دودل در صفحه اصلی موتور جستجو برجسته شد.